# 大银甸水库
大银甸水库是中国云南省大理白族自治州宾川县境内的一座水库，位于县城以西7公里的大营河上。1974年开始兴建，1986年竣工验收，获1987年度国家优质工程银质奖。水库总库容4085万立方米，兴利库容3177万立方米，集雨面积为126.7平方千米，海拔为1542米。主坝和副坝均为砾石粘土心墙坝，高58米，长144米，坝顶宽6米；副坝高10米，坝长200米，宽4米。
大银甸水库以灌溉为主，兼具防洪、水产养殖、发电和县城供水等综合效益。2010年云南省地震局在大银甸水库建设一个以大容量气枪阵列为核心的地震信号发射台。